# Музеј корупције
Музеј Корупције (Museum of Corruption / MoC) је уметничка, интердисциплинарна и интерактивна платформа за истраживање и приказивање механизама корупције, првенствено у етичком а потом и у  правном смислу. Користећи се савременом музеологијом и уметничким истраживањем, циљ музеја је да прошири  поље перцепције корупције са злоупотребе службеног положаја на моралну неспособност грађана да чине ствари за добробит заједнице.

## Историјат
Музеј корупције основали су у фебруару 2016. године Земунски мали уметнички центар ЗМУЦ и Друштво против корупције ДРПКО како би се музеализацијом корупције, кроз уметничка истраживања и тумачења, омогућио јавни дијалог о овом феномену. Првобитно замишљен као интернет платформа Музеј прикупљене податке користи за испитивање традиционалних вредности у црногорском друштву. 2016. партнерске организације из Црне Горе, Србије и Албаније организују уметничку резиденцију у Црној Гори на којој аутори и публика јавно говоре о  својим искуствима са корупцијом. 2017. Музеј Корупције реализује и резиденцију за студенте Факултета визуелних умјетности у Подгорици. У марту 2017 Музеј корупције примљен је у Међународни савет музеја (ICOM).

## Концепт
Истовремено са развијањем интернет платформе Музеј корупције развија и своје физичко присуство у различитим географским контекстима и креативним форматима. Парафразирајући Казимира Маљевича и совјетску авангарду о музејима као гробљу уметности, укрштајући појмове корупције, музеја и савремености, визија музеја јесте да корупцију из стварног живота смести у музејско окружење. Музеј корупције ствара зону видљивости за различите форме и облике корупције што парадоксално води праведном друштву и осећају за заједничко добро.